# Montefollonico
Montefollonico ist ein Ortsteil (Fraktion, italienisch frazione) von Torrita di Siena in der Provinz Siena, Region Toskana in Italien.

## Geografie
Montefollonico ist der einzige Ortsteil von Torrita di Siena. Er hatte 2017 476 Einwohner und liegt ca. 10 km südlich vom Hauptort zwischen dem Chiana- (nördlich) und dem Orciatal (südlich). Die Provinzhauptstadt Siena liegt ca. 40 km nordwestlich, die Regionalhauptstadt Florenz ca. 80 km nordwestlich. Der Ortsteil wurde vom Touring Club Italiano mit der Bandiera Arancione ausgezeichnet und liegt auf einer Anhöhe (567 m) und somit ca. 250 m höher als der Hauptort Torrita.

## Geschichte
Der Ortsname entstammt der Tätigkeit der Follatura (Walken) von Wolle und wurde erstmals von den Römern unter dem Namen Fullones erwähnt. Da zum Walken Wasser benötigt wird, entstanden die ersten Siedlungen unterhalb der Anhöhe, die heute den Ortskern bildet, in der Nähe des Baches Salarco und nahe dem ehemaligen Kloster Monastero di Santa Maria a Montefollonico. Die ersten Gebäude des heutigen Ortes entstanden im 10. Jahrhundert durch die Familie der Ardinughi, die unter dem Namen Monte a Fullonico (auch Monte a Fullonica) erste Befestigungen errichtete. Das Dorf Montefollonico entstand am Ende des 12. Jahrhunderts und wurde erstmals 1202 schriftlich erwähnt, als Vertreter der Republik Siena in der Chiesa di San Leonardo ein Schutzabkommen für den Ort unterzeichneten. Erste Kriegshandlungen fanden 1229 statt, als Truppen aus Montepulciano den Ort belagerten und teilweise zerstörten. Nach einer weiteren Belagerung durch Soldaten aus Orvieto fünf Jahre später entschloss sich die Republik Siena zum Ausbau der Stadtmauern und machte den Ort zu einem strategischen Punkt in ihrer Grenzverteidigung, gelegen an den Grenzen zu den Stadtstaaten Arezzo, Montepulciano, Orvieto und Perugia, die zum Teil und je nach Jahr mit dem Seneser Erzfeind Florenz verbündet waren. Der Ausbau der Stadtmauern bedeutete die Errichtung von Verbindungsmauern zwischen den bestehenden Befestigungen und die Errichtung von drei Stadttoren: 
- Porta del Triano, östliches Stadttor
- Porta del Pianello, auch Porta Nuova oder Porta Senese genannt, südliches und heutiges Haupttor, im 14. Jahrhundert ausgebaut und verstärkt worden.
- Porta di Follonica, westliches Stadttor und heute nicht mehr existent, entstand am heute noch existenten Beobachtungsturm Torre Moreschini .

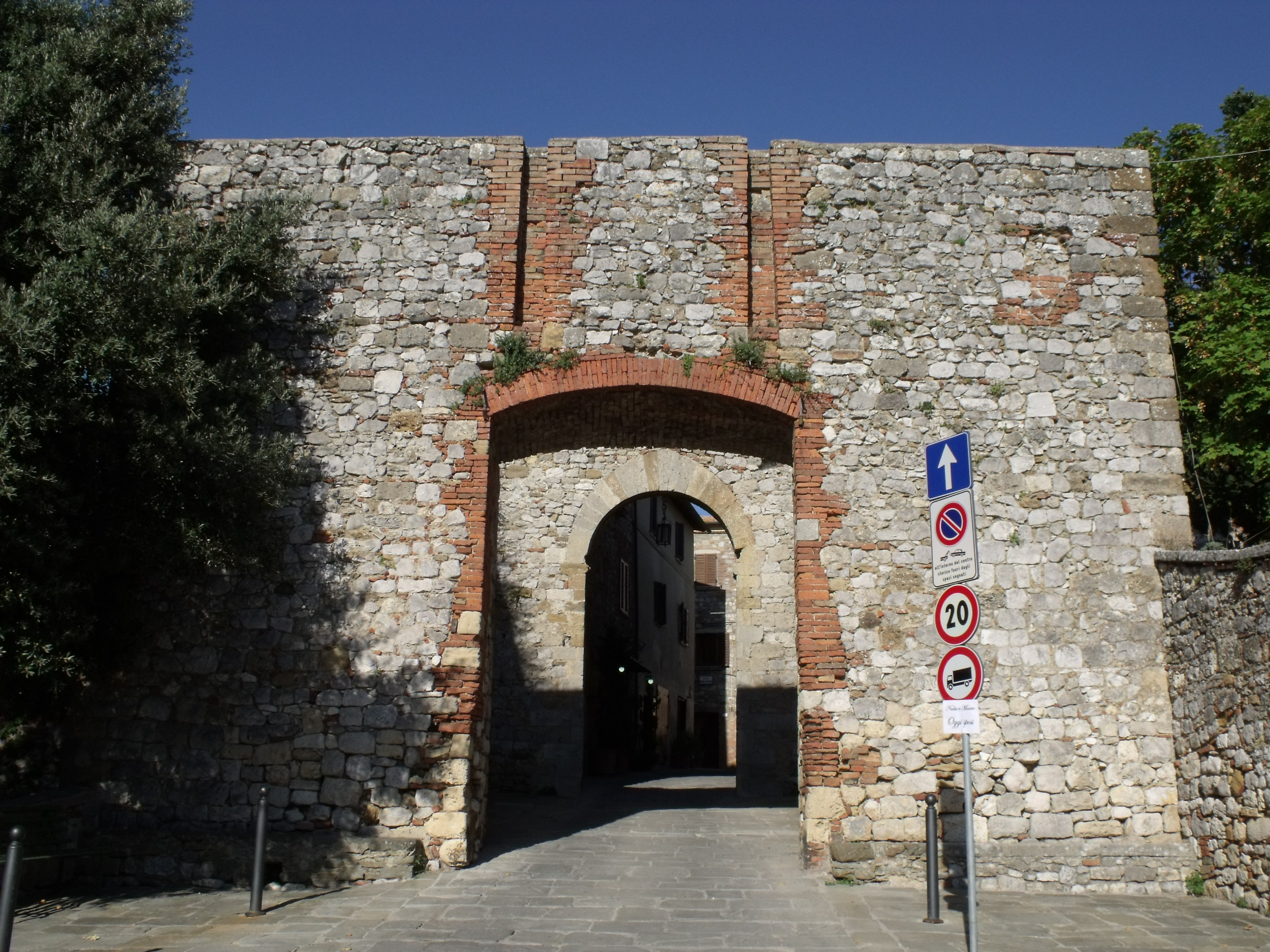
Porta Nuova
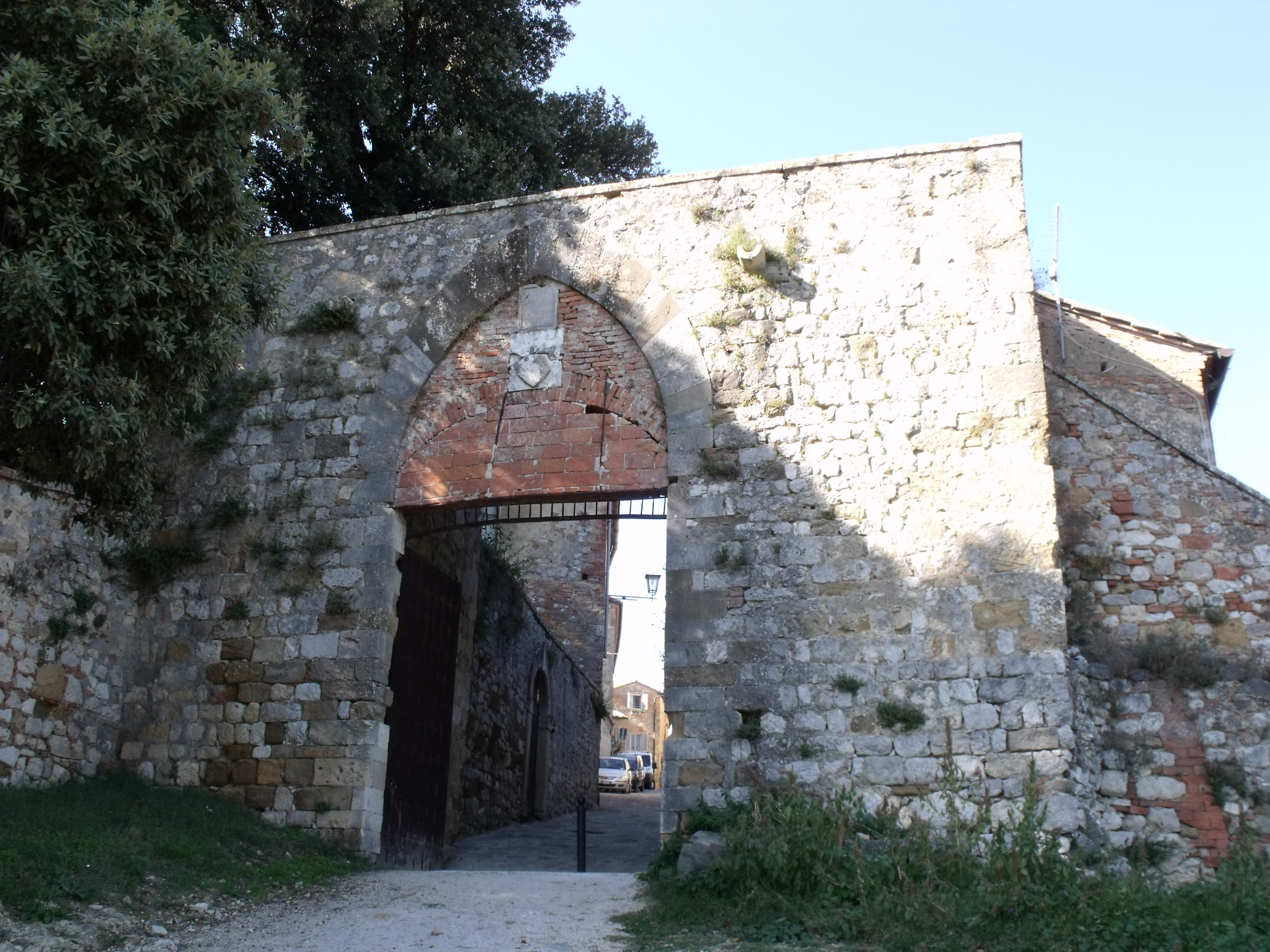
Porta del Triano
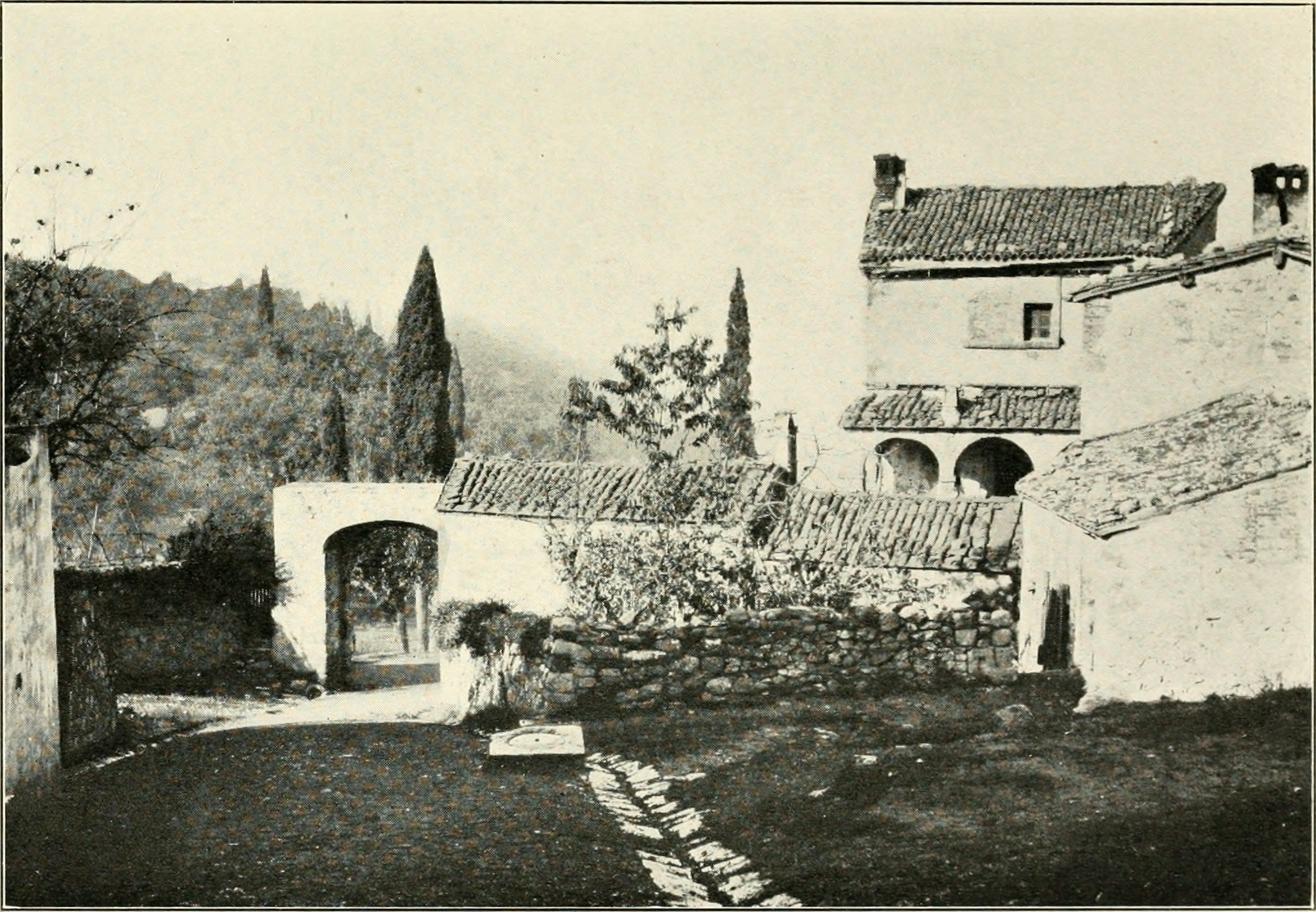
Porta Follonica 1919
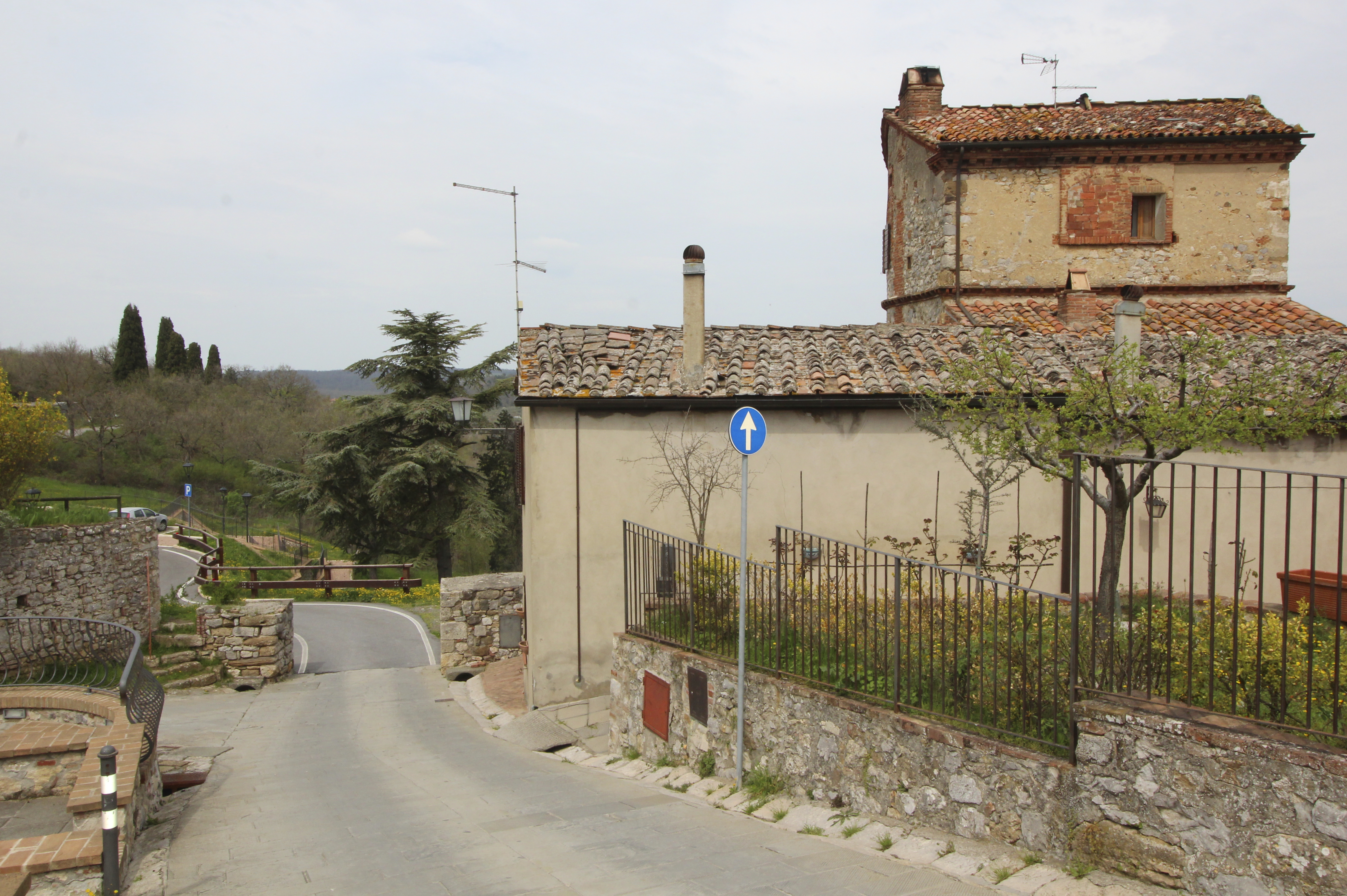
Die Reste der Porta Follonica und der Torre Moreschini

1268 eroberte Carlo d’Angiò den Ort und gab ihn zur Feudalabgabe an Donosdeo Tolomei, doch bereits drei Jahre später wurde der Ort von Siena zurückerobert und um 1300 die Stadtmauer abermals von diesen verstärkt. 1553 ergab sich der Ort den Truppen der Medici im Seneser-Florentiner Konflikt, die Republik Siena ergab sich zwei Jahre später. Durch die geschichtlichen Umstände gehört der Ort noch heute zur Gemeinde Torrita di Siena und nicht zu der in Sichtweite gelegenen Gemeinde Montepulciano. Um 1877 entstanden mit dem Abbau von Braunkohle und Steinkohle im Untertagebau Industriezweige, die sich bis zu den 1960er Jahren hielten. Heutige Haupteinnahmequelle des Ortes ist der Tourismus und die Herstellung von Vin Santo.

## Sehenswürdigkeiten

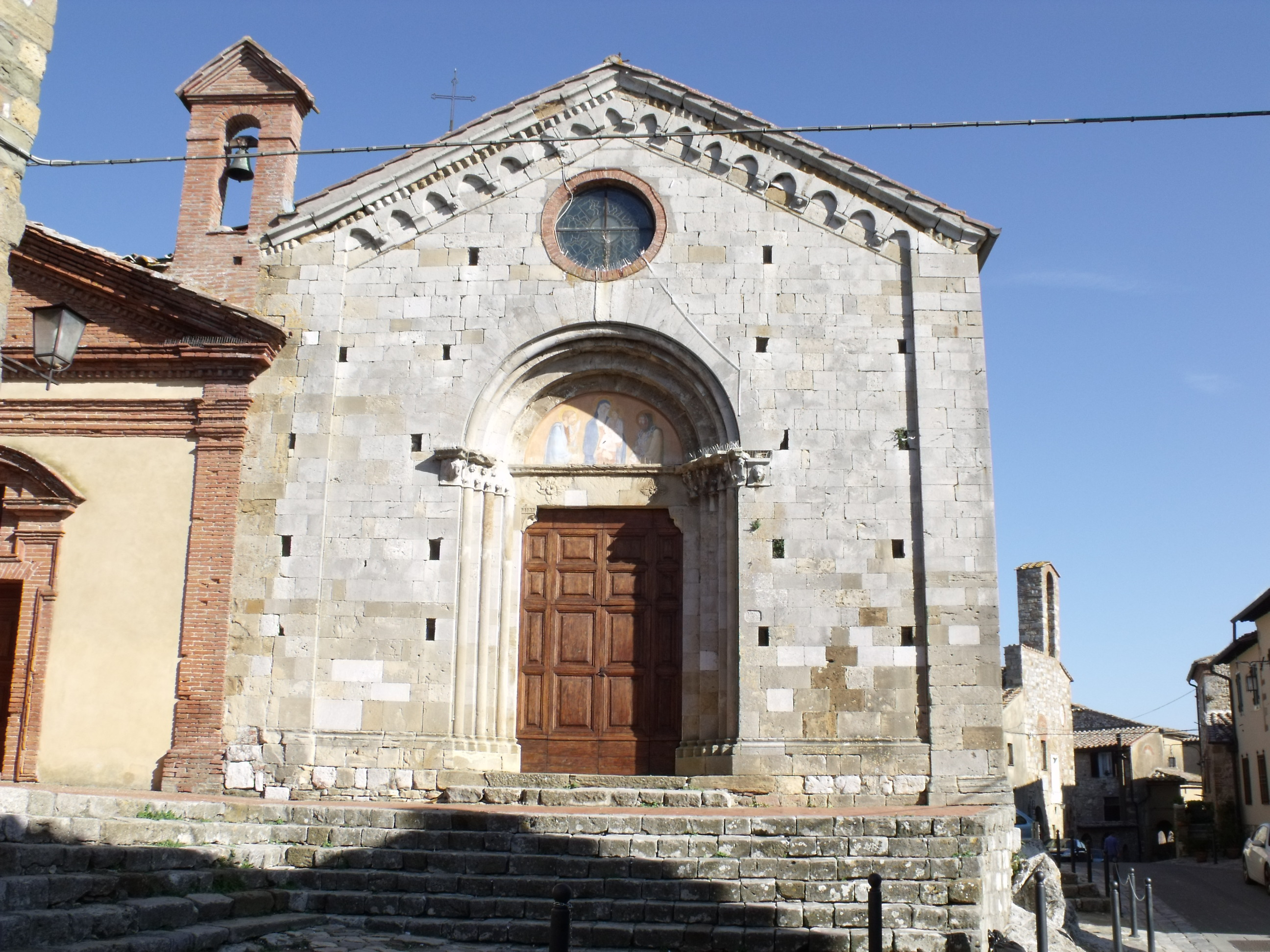
Kirche Chiesa di San Leonardo

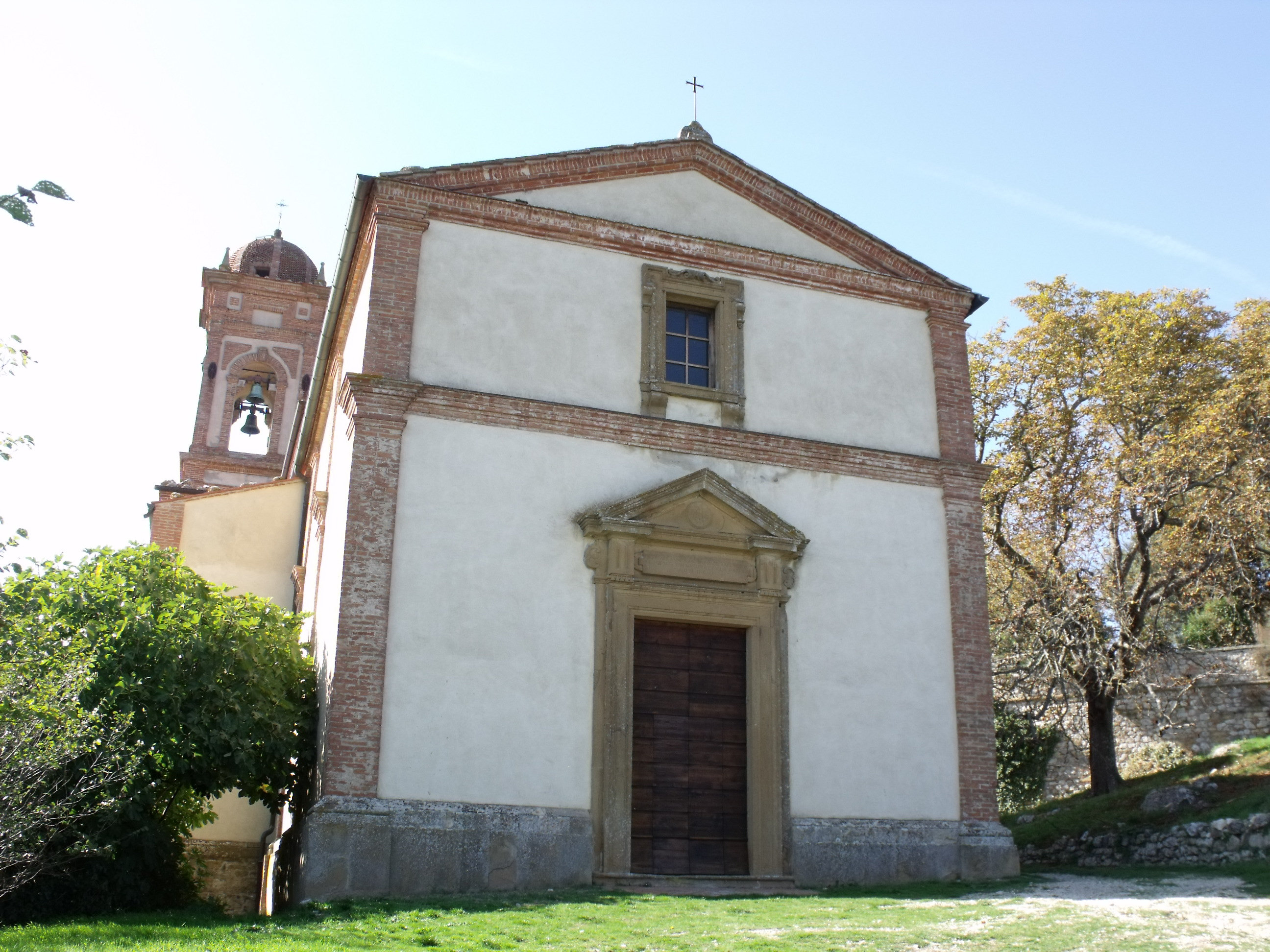
Kirche Chiesa del Triano

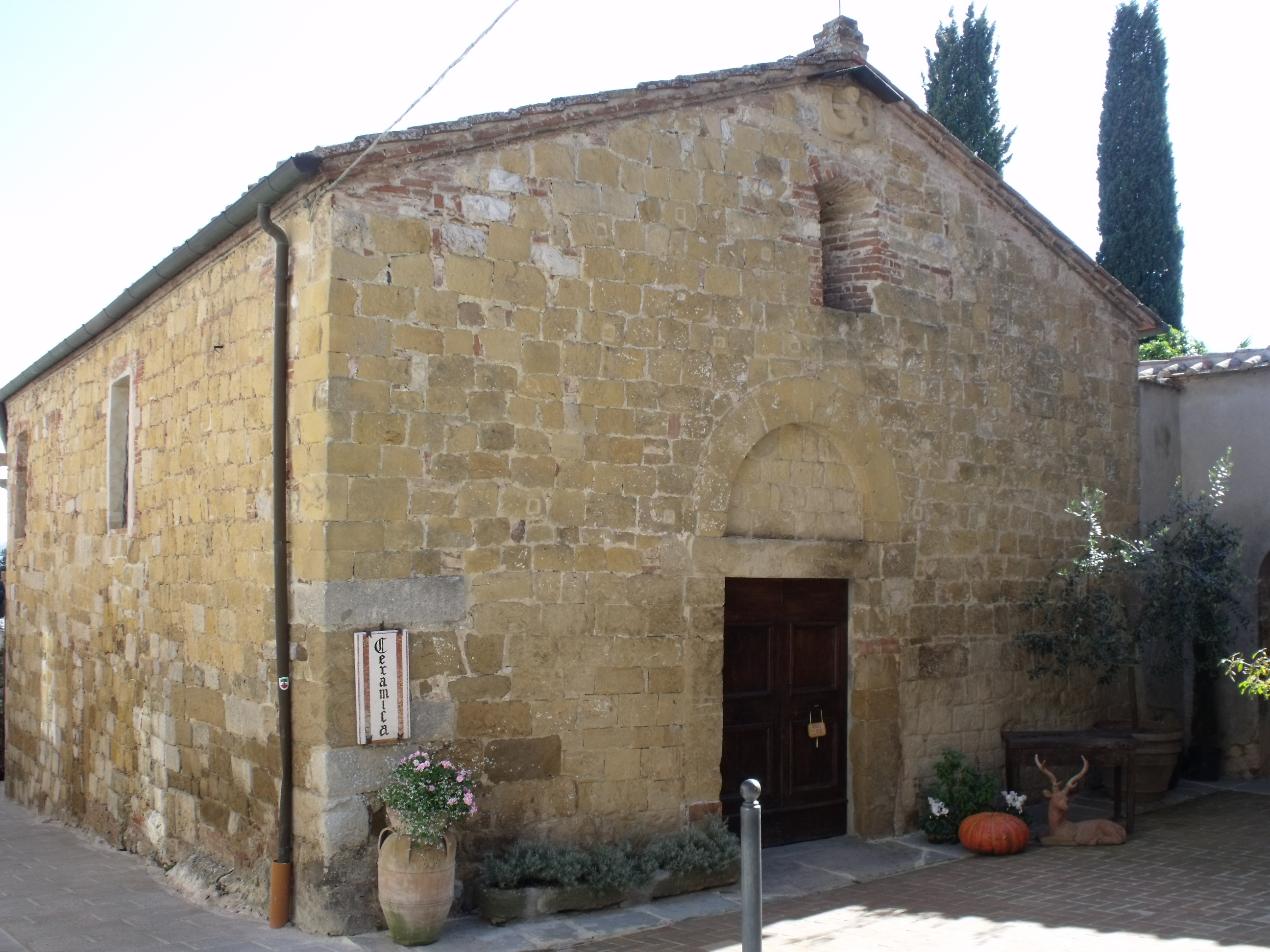
Kirche Chiesa di San Bartolomeo

- Chiesa di San Leonardo, Hauptkirche des Ortes. Erstmals 1216 als Pieve erwähnt, wurde in einer Stilmischung der Romanik und der Gotik erbaut.
- Chiesa di San Bartolomeo, im 12. Jahrhundert entstandene Kirche im Ortskern an der zu der Porta del Triano führenden Straße.[6]
- Chiesa della Compagnia del Corpus Domini, Kirche im Ortskern (Piazza Cinughi), entstand vor 1729.[6]
- Chiesa del Triano (Santa Maria del Triano), Kirche aus dem Jahr 1609, die kurz außerhalb der Stadtmauer nahe der Porta del Triano liegt.[6] Enthält das Werk Trinità e Angeli adoranti von Ventura Salimbeni und Fresken von Rutilio Manetti. Wurde 1988 komplett restauriert.
- Monastero di Santa Maria a Montefollonico, ehemaliges Kloster unterhalb des Stadtzentrums, heute Ruine. Wurde durch die Benediktiner um 1170 gegründet und gelang 1227 in den Besitz der Kamaldulenser und 1306 in den des Augustinerordens. Wurde im 18. Jahrhundert zerstört.
- Palazzo di Giustizia (dt. wörtlich Justizpalast), Rathaus, in dem die Statuten von 1560 festgelegt wurden. Wird heute von den Poste Italiane genutzt.
- Il Tondo (dt. der Runde), geometrischer Wald außerhalb der Stadtmauern, um 1825 entstanden.
- Sant’Anna, ehemalige Kapelle und Kirche kurz außerhalb des Ortskerns.[7]

## Persönlichkeiten
- Divo Zadi (1931–2021), römisch-katholischer Geistlicher, Bischof von Civita Castellana
- Klaus Wagenbach (1930–2021), Berliner Verleger, seit den 1970er Jahren in Montefollonico ansässig. Die Stadt hat zu seinen Ehren im Jahr 2022 in der Nähe der Porta Triano einen Aussichtspunkt nach ihm benannt: Belvedere Wagenbach.[8]